# 天主教聖米格爾教區 (薩爾瓦多)
天主教聖米格爾教區（拉丁語：Archidioecesis Sancti Michaelis）是薩爾瓦多一個羅馬天主教教區，屬聖薩爾瓦多總教區。
教區成立於1913年2月11日，位於該國東部。2010年有教友862,350人（佔轄區總人口69.8%）、四十四個堂區、六十一名司鐸。現任教區主教為米格爾·安赫爾·莫蘭·阿基諾。